# Louis Émond
Louis Émond (geboren am 9. November 1969) ist ein Schriftsteller aus Quebec.

## Biografie
Émond wurde in Lévis, Quebec, Kanada geboren und erhielt sein International Baccalaureate am Petit Séminaire in Quebec City, wo er bei Lehrern wie Monique Ségal und Albert Dallard studierte. Zu dieser Zeit entdeckte er Noam Chomsky und schrieb eine Dissertation über die Sozialsatire in Les demis-civilisés, den Roman Jean-Charles Harvey, der lange Zeit verboten war. In das Honours Program am Department of Physics der McGill University aufgenommen, verlor er bald das Interesse an seinen Kursen und verbrachte stattdessen seine Zeit in der Bibliothek, wo er gierig die Werke von Friedrich Nietzsche, Milan Kundera und Stéphane Mallarmé las. Nach einem kurzen Studium der Politikwissenschaft und Kunstgeschichte an der Université de Montréal trat er in das Literaturprogramm der Université Laval ein.
Nach einem Jahr verließ er das Universitätsleben, fand es nicht ausreichend herausfordernd und widmete sich im Alter von 20 Jahren dem Schreiben seines ersten Romans, Le Manuscrit (Das Manuskript). Es wurde 12 Jahre später veröffentlicht, nachdem sich der Autor durch eine Reihe von Jobs gearbeitet hatte, zweimal an Gerichtsverfahren beteiligt war, eine Nacht im Gefängnis wegen öffentlicher Unordnung verbrachte und von den Verlagen nicht weniger als 200 Mal abgelehnt wurde. Plötzlich, nach einer Rezension von Réginald Martel, dem angesehenen Kritiker bei La Presse, der schrieb: „Unsere nationale Literatur braucht sein immenses Talent“, stand Émond im Rampenlicht der Medien inmitten von Vergleichen mit Hubert Aquin und der Beobachtung, dass sein libertärer Ton dem Geist von Denis Diderot entsprach. So wurden Hoc und „mein Charakter“ Teil des literarischen Bewusstseins. Bald erhielt er zwei Stipendien des Canada Council for the Arts. Er bevorzugte die Einsamkeit gegenüber der Plackerei der Medienverpflichtungen, verließ das Land, als sich die Gelegenheit ergab, und verbrachte zwei Jahre in Südostasien. Nach seiner Rückkehr reichte er seinen zweiten Roman, Le conte (Die Geschichte), bei dem produktiven Autor und Verleger Victor-Lévy Beaulieu ein, der, da er in ihm sowohl Yves Thériault als auch Maurice Blanchot in ihren Schatten sieht, so begeistert war, dass er die Rechte am ersten Roman erwarb und den neuen veröffentlichte.
Émond, der die Welt des Verlagswesens sehr kritisch betrachtet, schrieb eine Kurzgeschichte in Form eines anonymen Blogs, der einige der Praktiken der Verlage in Frankreich und Quebec beleuchtete. Im Jahr 2009 veröffentlichte er den Text mit dem Titel Le sottisier de l'édition (Verlegerische Heuler) auf MySpace. Anfang 2010 bot er dann aus dem Wunsch heraus, die Grenzen des traditionellen Verlagswesens weiter zu überschreiten, eine temporäre Version seines dritten Romans, L'aide-mémoire (Die Gedächtnisstütze), als kostenlosen Download an.

## Arbeiten
Am Rande des literarischen Mainstreams sind die Romane von Louis Émond durch eine intime Logik miteinander verbunden. Sie sind Teil eines Zyklus mit dem Titel Le scripte, der in eine abstrakte Geographie eingebettet ist, die von Charakteren bevölkert wird, die mehr zum Reich der Fantasie als zur Genetik gehören und von einem Werk zum nächsten zurückkehren. Sie werden in erster Linie in Bezug auf „meinen Charakter“, das Doppel des Erzählers, definiert, einschließlich Hoc, der eine verzerrte, fast negative Reflexion von „meinem Charakter“ ist. Obwohl seine Art komplex zu sein scheint, ist die Schrift präzise und sorgfältig reimt, so dass die Romane von Louis Émond den Leser ermutigen, sich nicht von den Unwahrheiten der Erzählung täuschen zu lassen. Jedes seiner Werke öffnet die Verweise auf eine Vielzahl anderer Textarten.
- Sein erster Roman,  Le Manuscrit (2002), ist der Ausgangspunkt für eine Meditation über den menschlichen Zustand, die mit der Zerstörung aller Ideale beginnt: „Lange Zeit dachte ich, ich müsste noch einmal von vorne anfangen, alles von vorne anfangen“, sagt der Erzähler. Dies ist die Geschichte eines Mannes, der versucht, objektiv zu bleiben, wenn er über das nachdenkt, was ihn beschäftigt, seinen eigenen Untergang, aber allmählich verliert er die Gelassenheit, die Objektivität, die Distanz, die er geschaffen hat.

- Sein nächster Roman, Le conte (2005), erzählt die Geschichte eines Ausflugs im Schnee, der sich bald in eine Art Roadtrip nach innen verwandelt. Der Geburtsakt wird zur Metapher für die Erforschung einer Lebensveränderung, die zu Zweifeln und einer Suche nach der Seele führt. Hier untersucht der Autor die Idee einer „profanen Suche nach dem, was heilig erscheinen mag“.

- Sein dritter Roman, The Aide-Memoire (in Kürze), ist dem Manuskript näher als dem Märchen und schließt das aus diesen drei Werken bestehende Triptychon ab. Darin untersucht der Autor die Themen Wahrnehmung, Gewalt und Entfremdung. Der Roman erzählt vom Unglück einer Figur, die letztendlich versucht, sie in Leben zu verwandeln. Das Hilfsmemoir wird in der neuen französischen Schreibweise geschrieben.